# ヒュー・マーサー

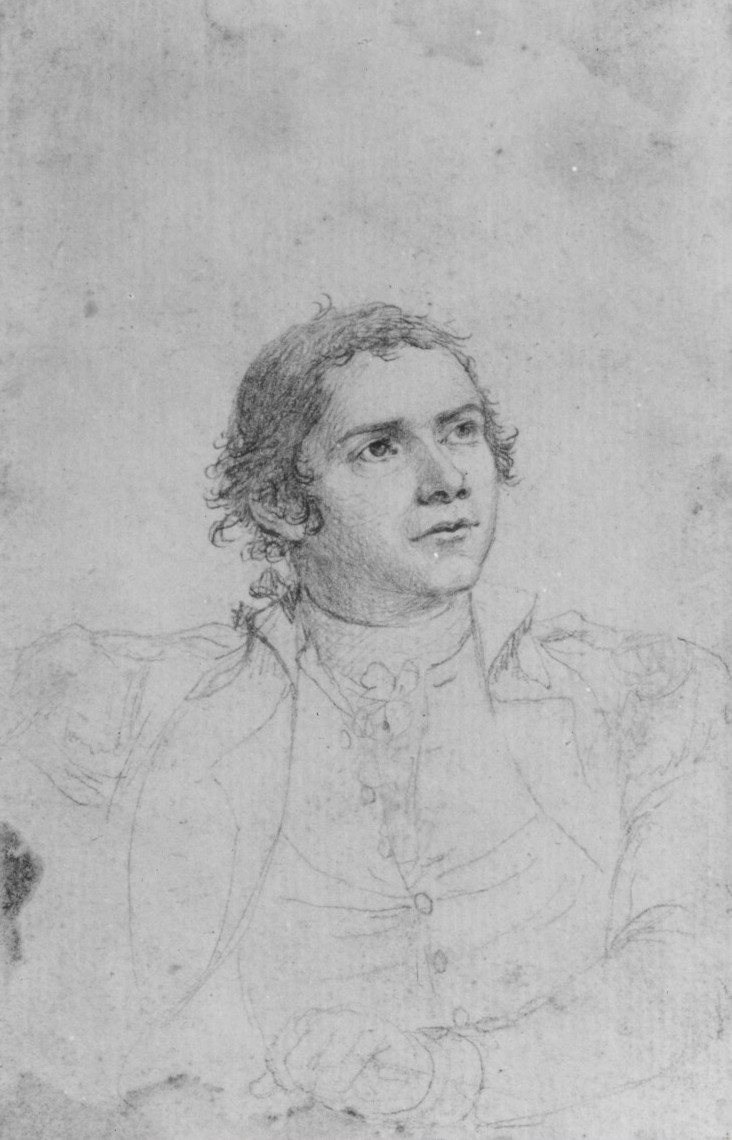
ヒュー・マーサー

ヒュー・マーサー（英:Hugh Mercer、1726年1月17日-1777年1月12日）は、スコットランド出身でアメリカ合衆国の医者であり、独立戦争の時の大陸軍准将である。ジョージ・ワシントンとは親しい友人であった。プリンストンの戦いで受けた傷がもとで戦死して英雄となり、アメリカ独立戦争の兵士を結集させる象徴となった。

## 生い立ちと初期の経歴
マーサーはスコットランドのアバディーンシャー、ローズハーティ近くピツリゴ・カークの牧師館で生まれた。父は長老派教会の牧師でピツリゴ教区教会のウィリアム・マーサー師、母はアン・モンローだった。15歳でアバディーン大学のマリシャル・カレッジに入り、医学を勉強して医者になった。1745年にボニー・プリンス・チャールズ軍の軍医助手となり、チャールズ軍が崩壊し、生き残りも追撃されて殺された1746年4月16日のカロドンの戦いに従軍していた。マーサーは1747年に生まれ故郷での逃亡者となり、何ヶ月も隠れていた後にスコットランドを脱出した。金を使って船に乗り、アメリカに渡って現在のペンシルベニア州マーサーズバーグ近くに入り、8年間医者として暮らした。
1755年、エドワード・ブラドック将軍の軍隊がフランス軍とインディアンに崩壊させられたとき、カロドンで体験したのと同じ虐殺に衝撃を受けた。マーサーは負傷者の救出に向かい、結果的に何年か前は自分を追撃していた軍隊を支えるために武器を取った。この時は軍医ではなく兵士としてだった。1756年までにペンシルベニア連隊の大尉となり、1756年9月、キッタニングのインディアン集落を襲うジョン・アームストロング中佐の遠征隊に参加した。その攻撃中にマーサーは重傷を負い隊から離れた。傷つき物資も無いままに14日間で森の中を100マイル (160 km)歩き、シャーリー砦にたどり着いた。ここでその働きを認められ昇進した。マーサーは大佐に昇進し守備隊を指揮した。別の大佐であったジョージ・ワシントンと知り合い終生続く暖かい友情を築くことになったのがこれらの試練の時であった。数人のバージニアの人々と親しくなった後で、1760年にバージニアのフレデリックスバーグに移り、戦争の終結と共に改めて医業を始めた。
フレデリックスバーグに到着したとき、そこには繁栄するスコットランド人の社会があり、二度と故郷を見ることのできないスコットランド人にとっては幸福な聖域であったはずである。町でも著名な一員かつ実業家となり、土地を購入して地元の交易にも関わった。1767年にはフレデリックスバーグ・マソニック・ロッジの一員となり、数年後にはそのマスターになった。（同じロッジの会員のうち2人、ワシントンとジェームズ・モンローは後にアメリカ合衆国大統領となり、少なくとも8人はアメリカ独立戦争で将軍（ワシントン、マーサー、ジョージ・ウィードン、ウィリアム・ウッドフォード、フィールディング・ルイス、トマス・ポージー、グスタブ・ウォレスおよびラファイエット）となった。独立戦争以前のイギリス軍を除いては他の集団、制度あるいは組織よりも遙かに多い。 このロッジは現在も残っている。）
その後間もなく、薬局を開店し運営した。バージニア州フレデリックスバーグのヒュー・マーサー薬局は現在博物館になっている。ジョージ・ワシントンの母、メアリー・ワシントンがマーサーの患者になり、マーサーは地域での尊敬される医者として繁盛した。イザベラ・ゴードンと結婚し5人の子供（アン・マーサー・パットン、ジョン・マーサー、ウィリアム・マーサー、ジョージ・ウィードン・マーサーおよびヒュー・テナント・マーサー）の親になった。1774年、ジョージ・ワシントンが生まれ育ったフェリー・ファームをマーサーに売却し、マーサーはこの貴重な土地を彼と家族がその後も定着できる場所にしようと思った。
1775年、フレデリックスバーグ安全委員会の一員となり、4月25日、イギリス軍がウィリアムスバーグの武器庫から火薬を取り去ったときに、当時のジョージ・ワシントン大佐に照会書を送ったフレデリックスバーグの独立会社の一員でもあった。8月の投票で、マーサーは「北部イギリス人」という理由でバージニア議会によって新しく作られた連隊の指揮官から外されたが、9月12日、スポットシルベニア郡、キングジョージ郡、スタフォード郡およびキャロライン郡からなる民兵隊の大佐に選ばれた。
11月17日、スポットシルバニア郡の安全委員会に選ばれた21名の委員の一人になった。1776年1月11日、バージニア戦線の第3バージニア連隊となるものの大佐に指名され、翌日ジョージ・ウィードンが中佐に指名された。後の大統領ジェームズ・モンローや後のアメリカ合衆国最高裁判所首席判事のジョン・マーシャルもマーサーの指揮する部隊の士官となった。6月、ジョン・ハンコックが署名した大陸会議の手紙が届き、植民地連合軍の准将に指名することと、即座にニューヨークの作戦本部に出頭するよう要請が伝えられた。マーサーは間もなくフレデリックスバーグを離れ大陸軍に合流した。

## アメリカ独立戦争
イギリス軍によるニューヨーク方面作戦の前に、ワシントンはイギリス海軍を撥ね付けるために2つの砦を建設させた。ハドソン川のニューヨーク側にワシントン砦を建設させ、マーサー自身はニュージャージー側のリー砦の土で固めた防塁建設を監督した。アメリカ軍は果敢に守ったが、1776年11月16日にワシントン砦がイギリス軍に占領され、数日後にはリー砦を放棄することになった。このときのニュージャージーへの撤退は「独立の危機」と呼ばれるようになった。というのもワシントンの戦い敗れ踏みにじられた兵士達の徴兵期間が1777年の元日に終わろうとしていた。
ワシントン軍がデラウェア川を渡り、1776年12月26日にトレントンの戦いでドイツ人傭兵部隊を急襲したことはマーサーが1人で立案したという説があり、事実その実行には大きな貢献を果たした。トレントンでの勝利（および金銭上のボーナス）もあって、ワシントン軍の兵士は徴兵期間を10日間延ばすことに合意した。ワシントンが1777年1月2日に第二次トレントンの戦いでコーンウォリス軍との対決を決めたとき、マーサーは市の防衛での主要任務を与えられた。

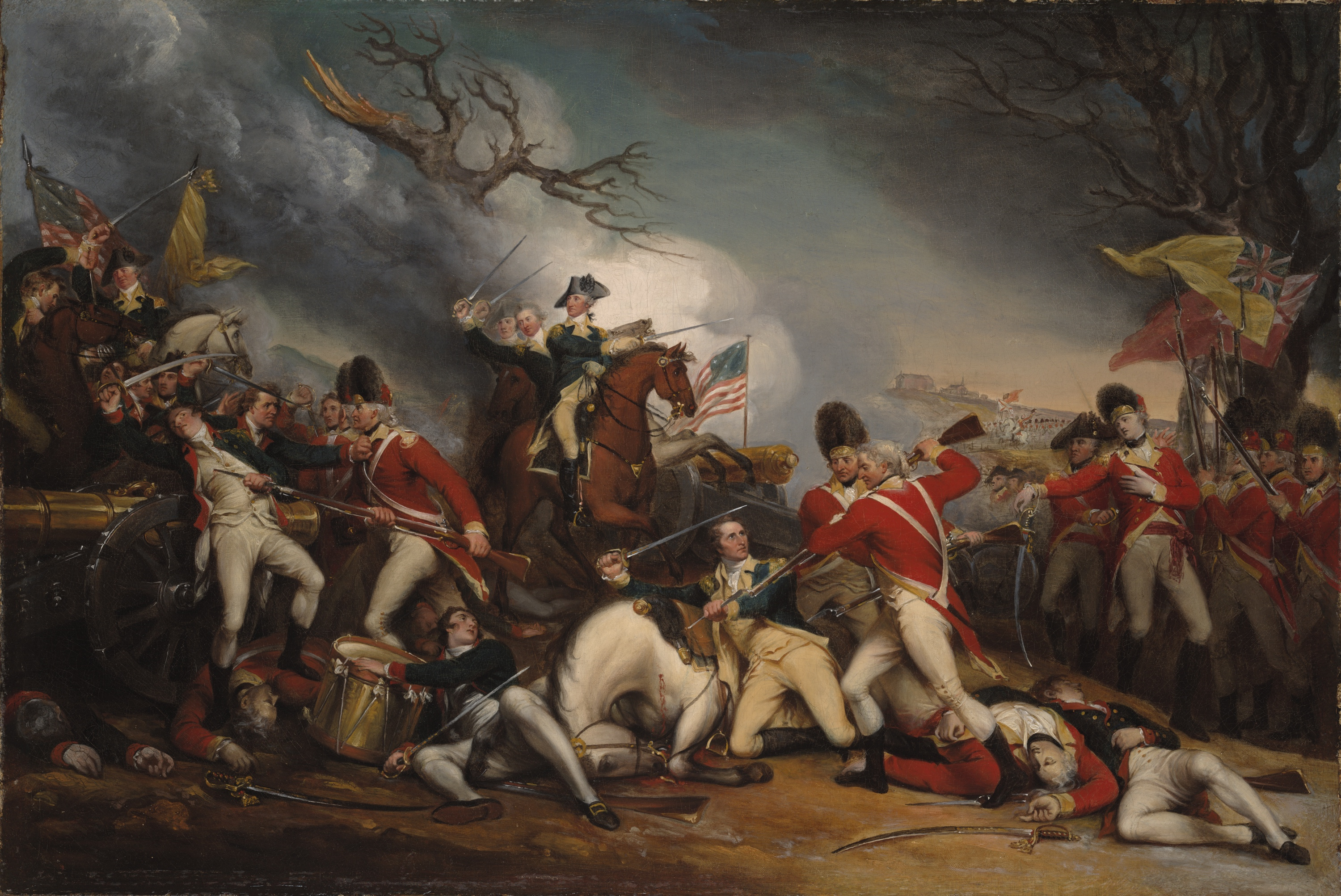
マーサーが戦死したプリンストンの戦い。中央で馬に乗っているのはワシントン

翌1月3日、ワシントン軍は回り道をしてプリンストンに向かった。350名の先駆隊を率いていくときにマーサーの旅団はイギリス軍2個連隊と騎馬部隊に遭遇した。果樹園の木立の間で戦闘が起こり、マーサーは乗っていた馬が撃たれた。徒立ちになったマーサーはジョージ・ワシントンと誤認したイギリス軍に包囲され降伏を要求された。数的にも劣勢だったがマーサーはサーベルを抜いて立ち向かった。遂にはマスケット銃の床尾で撃たれ銃剣で刺されて倒れた。
ワシントン自身はイギリス軍の攻撃を知り、マーサーの兵士の一部が退却するのを見て乱闘に割って入った。ワシントンはマーサーの残兵を呼び集めイギリス軍連隊を押し返したが、マーサーは体に多くの銃剣創を受け、頭にも打ち傷があり死に行くままに放置されていた。（伝説に依れば、倒れたマーサーは銃剣が刺さったままだったが、部下の兵士や戦闘を放っておくことを望まず、白いオークの木の幹に体を預けられた。残っていた部下がその場を守った。この木は「マーサーのオーク」と呼ばれるようになり、ニュージャージー州マーサー郡の標章の絵柄に使われている。
戦闘終了後にマーサーは発見され、戦場の東端にあるトマス・クラーク・ハウス（現在は博物館）に作られた野戦病院に運ばれた。ベンジャミン・ラッシュによる手当ての甲斐もなく、マーサーの傷は致命傷であり、9日間苦悶した挙げ句、1月12日に死んだ。
マーサーの勇気と犠牲のうえに、ワシントン軍はプリンストンまで進軍しそこでイギリス軍を破った。続いてモリスタウンに移動し勝利の宿営を張った。これらの勝利が続いたことで、ワシントン軍は新たな徴兵を行うことができ、フランスが遂にアメリカ軍に対する武器と物資の供給を認め、また勢いを止められたコーンウォリスは軍をニューヨークまで退かせて、突然のアメリカ軍の成功を再評価することになった。「独立の危機」は去り、アメリカは戦う手段を得て、イギリス国内の戦争を支持する声はゆっくりと衰え始めた。

## 家系と遺産
マーサー家の子孫はその後頭角を現してきた。ヒュー・マーサーの直系の子孫で有名な者はウォーラー・T・パットンとその兄弟、ジョージ・スミス・パットンおよびジョン・マーサー・パットンであり、さらに下ってジョージ・S・パットン・ジュニアとなる。その他にも直系では南軍の将軍ヒュー・ウィードン・マーサーや作詞家のジョニー・マーサーがいる。
バージニア州フレデリックスバーグでは、バージニア歴史品保存のための協会がキャロライン・ストリート1020にあるマーサーの薬局を改修して維持している。マーサーの栄誉を称えて大陸会議はケンモア・マンションの外にマーサの銅像を建てた。ニュージャージー州、オハイオ州、ペンシルベニア州、ケンタッキー州、ウエストバージニア州およびイリノイ州の各マーサー郡はマーサーに因んで名付けられた。他にニュージャージー州マーサービル町がある。

## 映画の中で
2000年のテレビ映画『クロッシング』ではワシントン軍によるデラウェア川渡河とトレントンの戦いを劇化したものであり、マーサーはロジャー・リースが演じた。